# 포박자
《포박자》(抱朴子)는 중국 동진(東晋, 317∼419) 시대 학자인 갈홍(葛洪)이 동한(후한) 때의 위백양(魏伯陽)이란 사람이 220년쯤에 저술한 '주역 삼동계'에서 전개한 역(易)의 이론에 신선도(神仙道)의 이론과 방법을 확립시켜 저술한 내용으로 도교에서 춘추전국시대 이후 전해 내려오는 신선에 관한 이론을 집대성한 책으로 알려져 있다.

## 구성
《포박자》는 내편(內篇) 20, 외편(外篇) 30의 총 50편으로 짜여 있고 내편은 도교와 깊은 관계가 있으나 외편은 유서(儒書)로서 세간(世間)의 이해득실을 논한 저술로 구성돼 있다.

## 같이 보기
- 갈홍
- 도교
- 황제
- 신선도(신선술)
- 자부선인(혹은 자부선생)

## 참고 문헌
- 이 문서에는 다음커뮤니케이션(현 카카오)에서 GFDL 또는 CC-SA 라이선스로 배포한 글로벌 세계대백과사전의 내용을 기초로 작성된 글이 포함되어 있습니다.